# Embu (distrikt)
Embu är ett av Kenyas 71 administrativa distrikt, och ligger i provinsen Östprovinsen. År 1999 hade distriktet 278 196  invånare. Huvudorten är Embu.